# Puchar Niemiec w hokeju na lodzie
Puchar Niemiec w hokeju na lodzie (niem. Deutscher Eishockeypokal) – cykliczne, krajowe pucharowe rozgrywki klubowe w hokeju na lodzie w Niemczech.

## Formuła pierwsza (2002-2009)
Pierwotnie był rozgrywany od sezonu 2002/2003 do 2008/2009 według wzoru piłkarskiego Pucharu DFB wspólnie w ramach organizacji Deutsche Eishockey Liga i Eishockeyspielbetriebsgesellschaft (ESBG) 
W rywalizacji brały udział kluby DEL, 2. Bundesligi oraz niektóre zespoły Oberligi (wyłonione w przedsezonowych kwalifikacjach). Właściwy system przewidywał system pucharowy złożony z eliminacji spośród 32 drużyn.
W wyniku trudności zaplanowania terminów od sezonu 2009/2010 zaprzestano rywalizacji o Puchar w dotychczasowej formule.

## Formuła obecna (od 2009)
Po zawieszeniu rozgrywania Pucharu we wcześniejszej formie i wycofaniu z niech zespołów DEL, od sezonu 2009/2010 wprowadzono nowe zasady, według których w nowych rozgrywkach o Puchar Niemiec uczestniczą już tylko kluby 2. Bundesligi, Oberligi, Reprezentacja Niemiec do lat 20 i triumfatorzy Pucharów w okręgach z Renionallig.
Zwycięzca Pucharu Niemiec otrzymuje trofeum przechodnie i nagrodę pieniężną w wysokości 12 000 euro (finalista dostaje 6 000 euro).

## Triumfatorzy
Pierwotna formuła
- 2002/2003: Adler Mannheim
- 2003/2004: Kölner Haie
- 2004/2005: ERC Ingolstadt
- 2005/2006: DEG Metro Stars
- 2006/2007: Adler Mannheim
- 2007/2008: Eisbären Berlin
- 2008/2009: Grizzly Adams Wolfsburg

Obecna formuła
- 2009/2010: EHC Monachium
- 2010/2011: Starbulls Rosenheim
- 2011/2012: SC Bietigheim-Bissingen
- 2012/2013: SC Bietigheim-Bissingen